# 코우가
코우가(일본어 : 鋼牙)는 타카하시 루미코의 만화 이누야샤에 등장하는 인물이다. 애니메이션 성우는 마츠노 타이키(일) / 엄상현(한), 임경명(한, 완결편)이다.

## 소개
만화 이누야샤에 등장하는 인물로 늑대들을 부리는 요랑족의 수령이다. 털털하고 쾌활한 성격을 가지고 있으며 이누야샤 일행이 자신의 늑대들을 죽이자 이에 분노하며 처음으로 등장했다. 이누야샤를 똥개라고 부르며 증오하고 있지만 나라쿠와 싸울 때는 합심하여 동맹을 맺기도 한다. 한때 히구라시 카고메에게 반해서 그녀를 노리기도 하였는데 그녀가 사혼의 구슬을 볼 수 있다는 것을 알아채고 이용하려고도 하였다.
이누야샤와 마찬가지로 나라쿠와는 적대 관계인데 코우가의 경우 동료들이 나라쿠에 의해 살해당한 것을 계기로 원수가 되었다. 때문에 이누야샤와는 라이벌이자 갈등 관계이지만 이누야샤 역시 나라쿠에 의해서 키쿄우을 잃었던 아픔을 갖고 있기 때문에 동병상련의 마음을 갖기도 한다.
애니메이션 완결편에서는 예전에 자신이 구해주었던 요랑족 소녀 아야메와 결혼했다.
한때 링의 마을을 습격하며 늑대들을 풀어 링을 물어뜯어 죽인 적이 있지만 셋쇼마루가 천생아로 링을 부활시켜주었다.

## 인간관계
이누야샤와는 처음부터 사이가 좋지 않았으며 이누야샤를 똥개 자식이라며 폄하하고 조롱한 적이 있다. 심지어 개 냄새는 싫다고도 하였다. 이누야샤 역시 늑대들을 부리는 코우가를 증오하기도 하였지만 둘 다 나라쿠에 의해서 키쿄우라는 연인과 동족들이 살해되었다는 공통점 때문에 나라쿠와 싸울 때는 힘을 합쳐 싸우기도 한다. 코우가가 카고메의 손을 잡으며 말을 하고 있을 때는 이누야샤와 사랑의 라이벌이 되기도 한다.
히구라시 카고메와는 처음부터 그녀의 미모에 반하게 되었는데 특히 그녀가 자신의 다리에 박아 놓은 사혼의 구슬 조각을 알아채자 한때 그녀를 납치하여 데리고 갔던 적도 있다.
미로쿠, 산고, 싯포와는 그다지 접점이 없다. 처음 만났을 때 마주한 적이 있지만 이누야샤와 카고메와는 다르게 접점이 많지 않았다.
셋쇼마루와 그 일행과도 접점이 없었지만 그중에서 링은 코우가가 이끄는 늑대들에 의해서 공격을 당해 한 번 살해된 경험이 있었다.
나라쿠와는 동족들을 살해당한 원수지간으로 이누야샤와 마찬가지로 증오하고 있다.
함께 다니는 동료로는 긴타와 핫카쿠가 있다.